# غيورغي أبوستول
غيورغي أبوستول (بالرومانية: Gheorghe Apostol)‏ 16 مايو 1913-21 أغسطس 2010) نائب رئيس وزراء رومانيا والزعيم السابق للحزب الشيوعي.

## روابط خارجية
- غيورغي أبوستول على موقع مونزينجر (الألمانية)